# Rudolf Lehmann (SS-Mitglied)
Rudolf Lehmann (* 30. Januar 1914 in Heidelberg; † 17. September 1983 in Ettlingen) war ein deutscher SS-Standartenführer der Leibstandarte SS Adolf Hitler, über die er im Munin-Verlag der SS-Veteranenorganisation HIAG ab 1977 eine mehrbändige Buchreihe begründete.

## Leben
Lehmann absolvierte nach dem Mittelschulbesuch eine Lehre zum Hotelsekretär und arbeitete nach Ausbildungsende für zweieinhalb Jahre in Frankreich. Er trat zum 1. Mai 1933 der NSDAP bei (Mitgliedsnummer 3.143.188) und schloss sich auch der SS an (SS-Nummer 111.883). In Heidelberg gehörte er ab 1932 der SS-Standarte 32 an und wechselte nach der Machtübergabe an die Nationalsozialisten Mitte Mai 1933 zur Leibstandarte SS Adolf Hitler (LSSAH), wo er zunächst in der Schreibstube arbeitete. Er absolvierte die SS-Junkerschule in Bad Tölz und wurde nach deren Abschluss als zum SS-Führer befähigt beurteilt.
Er verrichtete seinen Dienst ausschließlich bei der SS-Verfügungstruppe.

## Zweiter Weltkrieg
Während des Zweiten Weltkriegs diente Lehmann als SS-Obersturmbannführer und Erster Generalstabsoffizier im Krieg gegen die Sowjetunion in der 1. SS-Panzer-Division „Leibstandarte SS Adolf Hitler“. In dieser Stellung wurde ihm am 1. November 1943 das Deutsche Kreuz in Gold und am 23. Februar 1944 das Ritterkreuz des Eisernen Kreuzes verliehen. Ab Ende Januar 1945 bekleidete Lehmann den Dienstgrad eines SS-Standartenführers der Waffen-SS. Bei Kriegsende kommandierte Lehmann die 2. SS-Panzer-Division „Das Reich“.

## Nachkriegszeit
Nach Kriegsende war er als kaufmännischer Angestellter in einem Unternehmen für Mineralöl, Kohle und Gas tätig. Nach einem 1973 erlittenen Herzinfarkt schied er mit Abfindung aus dem Unternehmen aus und betätigte sich danach als Autor einer apologetischen Verbandschronik zur „Leibstandarte SS Adolf Hitler“. Lehmann war Verfasser der Bände I bis III des mehrteiligen Werks, das von 1977 bis 1982 im rechtsextremen Munin-Verlag erschien. Band IV/1 entstand gemeinsam mit Ralf Tiemann. Der letzte Band erschienen nach Lehmanns Tod und wurde von Ralf Tiemann herausgegeben. Nachfolgeauflagen erschienen im Nation-Europa-Verlag.

## Lobbyist für die Waffen-SS
Rudolf Lehmann war wie die HIAG als Teil der „Kriegsverbrecherlobby“ (Westemeier) an der Konstruktion des „Peiper-Mythos“ beteiligt. Joachim Peiper, verurteilt wegen des Malmedy-Massakers sei ein hervorragender Offizier und untadliger Mensch gewesen. Er half mit den Mythos Peipers als "letzten gefallenen der Leibstandarte" zu konstruieren, dabei wurden die von Peiper zu verantwortenden Kriegsverbrechen negiert. Zentrales Beweismittel der HIAG waren Zitate aus Hausers „Waffen-SS im Einsatz“. Eine besondere Verehrung hatte Peiper zuvor im Nationalsozialismus nicht erfahren, der „Peiper-Mythos“ beruht auf dieser Nachkriegsarbeit.

## Bücher
- Rudolf Lehmann: Die Leibstandarte. Band 1–3. Munin-Verlag, 1977–1982
- Rudolf Lehmann: Die Leibstandarte im Bild.